# Emydocephalus annulatus
Emydocephalus annulatus är en ormart som beskrevs av Krefft 1869. Emydocephalus annulatus ingår i släktet Emydocephalus och familjen giftsnokar och underfamiljen havsormar. Inga underarter finns listade i Catalogue of Life.
Arten förekommer i havet nära kusten i Sydostasien och i den australiska regionen. Den registrerades bland annat vid centrala Filippinerna, vid norra Australien och fram till Nya Kaledonien. Individerna når fram till cirka 40 meter under havsytan. Grunden kan utgöras av klippor, sand och korallrev. Födan utgörs uteslutande av fiskägg, främst från frökenfiskar, slemfiskar och smörbultar. Emydocephalus annulatus vilar på havets botten intill klippor. Ofta syns grupper av flera exemplar tillsammans som antagligen har ett socialt liv.
Flera exemplar dör när de hamnar som bifångst i fiskenät. Aktiviteter som är negativ för korallrev och för fiskar som är beroende av korallrev påverkar även denna orm negativ. Vid några korallrev minskade den lokala populationen markant. I andra regioner är Emydocephalus annulatus fortfarande vanligt förekommande. IUCN kategoriserar arten globalt som livskraftig.